# Коллапс геля
Коллапс геля (Коллапс полимерного геля, англ. collapse of polymer gels) — резкое уменьшение объёма геля при небольшом изменении внешних условий.

## Описание

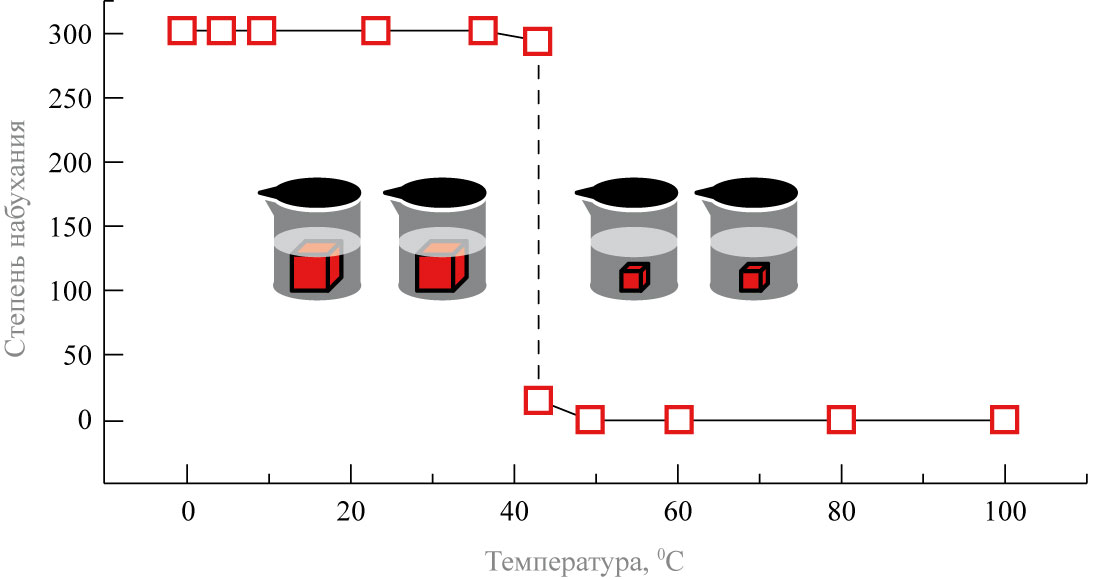
Коллапс полимерного геля при нагревании

Полимерные гели представляют собой набухшие в растворителе длинные полимерные цепи, сшитые друг с другом поперечными ковалентными связями (сшивками) в единую пространственную сетку. Если изменение внешних условий приводит к возникновению эффективного притяжения между полимерными звеньями (гидрофобные взаимодействия, водородные связи), то гель коллапсирует.
Плотность незаряженного геля определяется взаимодействием мономерных звеньев друг с другом и с растворителем. Полиэлектролитные гели содержат заряженные группы, образующиеся одновременно с противоионами при диссоциации мономерных звеньев. Плотность полиэлектролитного геля в набухшем состоянии определяется конкуренцией распирающего давления подвижных противоионов и упругих сил, возникающих при вытягивании полимерных цепей.
Объём такого геля в набухшем и сколлапсированном состоянии может различаться в сотни раз, некоторые гидрогели способны удерживать до 2 кг воды на 1 г сухого полимера.
Полимерные гели можно отнести к умным материалам, способным реагировать на небольшие изменения во внешней среде заранее известным образом. В настоящее время исследовано явление коллапса геля под воздействием различных факторов — температуры, светового излучения, состава растворителя, водородного показателя (pH) среды.